# Torino di Sangro

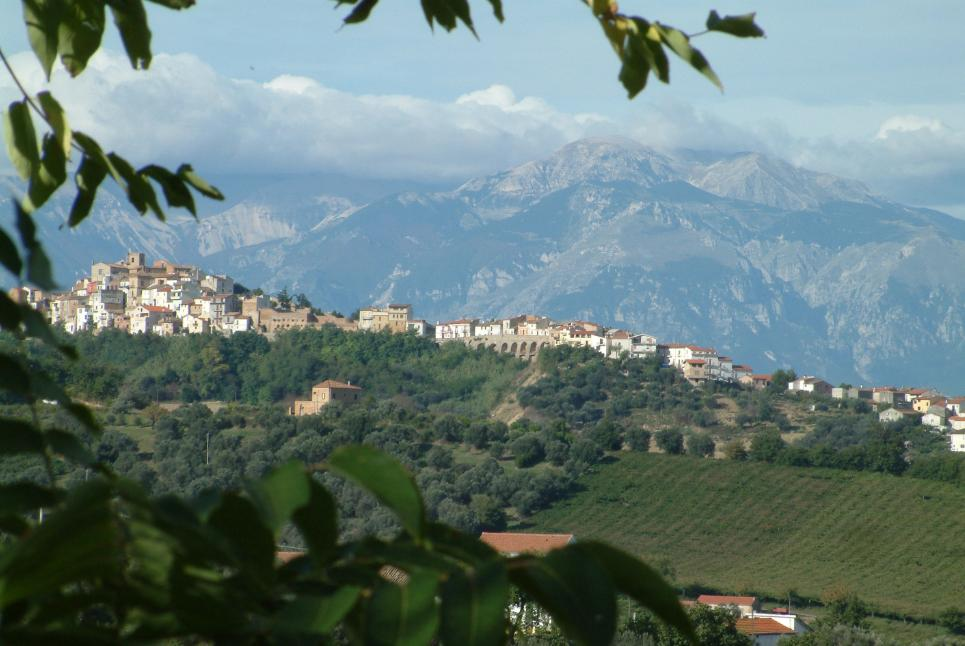
Blick auf Torino di Sangro aus dem Südosten

Torino di Sangro (im lokalen Dialekt: Turìn) ist eine italienische Gemeinde (comune) mit 2899 Einwohnern (Stand 31. Dezember 2023) in der Provinz Chieti in den Abruzzen. Die Gemeinde liegt etwa 35 Kilometer südöstlich von Chieti an der Adriaküste. Die nordwestliche Gemeindegrenze bildet der Sangro.

## Weinbau
In der Gemeinde werden Reben der Sorte Montepulciano für den DOC-Wein Montepulciano d’Abruzzo angebaut.

## Verkehr
Durch die Gemeinde führen die Strada Statale 16 Adriatica an der Küste entlang und die Autostrada A14 von Bologna kommend Richtung Tarent. Von der Strada Statale 16 Adriatica geht bei Torino di Sangro die frühere Strada Statale 154 della Valle del Sangro ab. Der Bahnhof von Torino di Sangro-Paglieta liegt an einer Güterstrecke. Der Bahnhof an der Adriabahn von Ancona nach Lecce ist mittlerweile stillgelegt.